# Пилат Понтийски
Пилат Понтийски (на латински: Pontius Pilatus; на гръцки: Πόντιος Πιλάτος) е прокуратор на римската провинция Юдея (26 – 36 г.), по време на управлението на император Тиберий.

## Управление
Управлението на „жестокия и коварен Пилат“ според фарисеите се характеризира с насилие и жестокост. Според тях данъчният и политически гнет, провокационните му действия, които оскърбяват религиозните вярвания и обичаи на юдеите, водят до масово народно недоволство, прераснало 30 години по-късно в бунт, безпощадно потушен от римляните. Според думите на философа Филон Александрийски, живял през 1 век, Пилат е отговорен за безчислени жестокости и убийства, извършени без съд.
Най-известен е с предаването на смърт чрез разпятие на Иисус Христос по време на своето управление, засвидетелствано не само от Новия Завет, но и от мнозина историци. Споменато е от Тацит, в Анали (15.44); Йосиф Флавий (в История на Юдейската война и в Юдейски древности); Филон Александрийски. Освен това, управлението му е споменато и върху известния Камък на Пилат (варовик, височина 85 см, ширина 65 см), намерен през 1961 г. в руините на древна Кесария.

## Пилат в „Новия завет“
Пилат Понтийски, опасявайки се от бунт, не посмява да отмени смъртната присъда от Синедриона на Иисус Христос, след което по ритуален еврейски обичай публично си умива ръцете, за да покаже, че не е виновен за убийството на невинно осъден на смърт чрез разпятие човек.
В Евангелието на Матей съпругата на Пилат сънува пророчески сън и изпраща съобщение до мъжа си да не убива праведника. Прокураторът се допитва и до тетрарха Ирод Антипа, който също е против убиването на Исус, но в крайна сметка по настояване на други еврейски първенци Месията е разпънат.
Пилат си измива ръцете, за да покаже, че не той е отговорен за смъртната присъда на Исус. Евангелието на Марко представя решението на Пилат да осъди на смърт Иисус като подчиняване на волята на народа. В Евангелието на Йоан и Евангелието на Лука Пилат заявява: „Аз не намирам никаква вина в Него [Иисус]“.

## Пилат Понтийски в изкуството
Пилат Понтийски е художествен персонаж в култовия роман „Майстора и Маргарита“ на Михаил Булгаков.
Едно от съвременните превъплъщения в киното на образа на Понтий Пилат е на Христо Наумов Шопов във филма „Страстите Христови“ на Мел Гибсън.